# 徳島県道287号福井椿泊加茂前線
徳島県道287号福井椿泊加茂前線（とくしまけんどう287ごう ふくいつばきどまりかもまえせん）は、徳島県阿南市を通る一般県道である。

## 概要
阿南市福井町から阿南市椿町に至る。椿泊を取り囲むようにむすぶ路線であるが、一部に指定区間の途切れがある。なお、路線名の加茂前は椿町内の集落であるが、徳島県道200号蒲生田福井線沿いにあり、そこまでの重複指定もされていない。

### 路線データ
- 起点：阿南市福井町大宮（徳島県道26号由岐大西線交点）
- 終点：阿南市椿町庄田（徳島県道200号蒲生田福井線交点）
- 総延長：13,196 m[注釈 1][1]

## 歴史
- 1972年（昭和47年）3月10日 - 路線認定

## 地理

### 通過する自治体
- 徳島県
  - 阿南市

### 交差する道路
| 交差する道路              | 交差する場所 | 交差する場所 |
| ------------------------- | ------------ | ------------ |
| 徳島県道26号由岐大西線    | 福井町       | 起点         |
| 徳島県道200号蒲生田福井線 | 椿町         | 終点         |

### 沿線
- YMCA阿南国際海洋センター
- 阿南市立椿町中学校（2025年廃校）